# Codi ATC D10
El  codi ATC D10, descrit com Preparats antiacne, és una subgrup terapèutic de l'Anatomical, Therapeutic, Chemical Classification System (ATC). La classificació ATC és un sistema de codis alfanumèric desenvolupat per l'Organització Mundial de la Salut (OMS) per als fàrmacs i altres productes sanitaris. El subgrup D10 és part del grup anatòmic D Medicaments dermatològics.

Els codis per a ús veterinari (codis ATCvet) poden han estat creats afegint la lletra Q davant dels codis ATC humans: QD10... 
Les adaptacions estatals de la classificació ATC poden incloure codis addicionals no presents en aquesta llista, que segueix la versió de l'OMS.

## D10A Preparats antiacne per a ús tòpic
D10A A Combinacions amb corticoesteroides per al tractament de l'acne
D10A B Preparats que contenen sofre
D10A D Retinoides per a ús tòpic en acne
D10A I Peròxids
D10A F Antiinfecciosos per al tractament de l'acne
D10A X Altres preparats antiacne per a ús tòpic

## D10B Preparats antiacne per a ús sistèmic
D10B A Retinoides per al tractament de l'acne
D10B X Altres preparats antiacne per a ús sistèmic